# Белведере (Гросето)
Белведере је насеље у Италији у округу Гросето, региону Тоскана.
Према процени из 2011. у насељу је живело 36 становника. Насеље се налази на надморској висини од 725 м.